# Амазон
Амазон(Amazona) — рід папугових.

## Зовнішній вигляд
Це досить великі папуги щільної статури. Довжина птахів від 25 см до 45 см Забарвлення оперення в основному зелена, в одних видів є червоні плями на голові й хвості, в інших є червоне «дзеркальце» на крилі. Характерною рисою цих папуг є сильний дзьоб помірної довжини й округлої форми й наддзьобок, що утворює до основи гостре ребро. Крила середньої довжини, до кінця хвоста не доходять.

## Розповсюдження
Живуть у Центральній і Південній Америці й на Антильських островах.

## Спосіб життя
Населяють ліси басейну Амазонки.

## Загрози й охорона
Деякі підвиди є рідкісними.

## Утримання
У неволі невибагливі до їжі. Живуть близько 70 років. Легко піддаються дресируванню й можуть навчитися вимовляти кілька десятків слів.

## Класифікація
Залежно від класифікації кількість видів може варіювати, і рід може включати від 26 до 32 видів, два з яких уже вимерли.
- Амазон синьолобий (Amazona aestiva)
  - Amazona aestiva xanthopteryx
- Амазон ямайський (Amazona agilis)
- Амазон білолобий (Amazona albifrons)
- Амазон венесуельський (Amazona amazonica)
- Амазон червоноволий (Amazona arausiaca)
- Amazona auropalliata — інколи розглядають як підвид Amazona ochrocephala
- Амазон жовтощокий (Amazona autumnalis)
- Амазон жовтоплечий (Amazona barbadensis)
- Амазон червонохвостий (Amazona brasiliensis)
- Амазон жовтоволий (Amazona collaria)
- Амазон синьощокий (Amazona dufresniana)
- Амазон жовтолобий (Amazona farinosa)
- Амазон червонолобий (Amazona festiva)
- Амазон мексиканський (Amazona finschi)
- Амазон королівський (Amazona guildingii)
- Амазон імператорський (Amazona imperialis)
- Амазон бразильський (Amazona kawalli)
- Амазон кубинський (Amazona leucocephala)
- Амазон андійський (Amazona mercenaria)
- Амазон тринідадський (Amazona ochrocephala)
- Amazona oratrix — інколи розглядають як підвид Amazona ochrocephala
- Амазон червоноплечий (Amazona pretrei)
- Амазон червонобровий (Amazona rhodocorytha)
- Амазон тукуманський (Amazona tucumana)
- Амазон домініканський (Amazona ventralis)
- Амазон санта-лусійський (Amazona versicolor)
- Амазон пурпуровий (Amazona vinacea)
- Амазон зеленощокий (Amazona viridigenalis)
- Амазон пуерто-риканський (Amazona vittata)
- Амазон юкатанський (Amazona xantholora)
- Амазон жовточеревий (Amazona xanthops) — інколи відносять до монотипового роду Alipiopsitta
- † Мартинікський амазон (Amazona martinica)
- † Фіолетовий амазон (Amazona violacea)